# Karabo Sibanda
Karabo Sibanda (n. 2 iulie 1998, Shashe-Mooke⁠(d), Districtul Central, Botswana, Botswana) este un atlet din Botswana, alergător pe distanțe scurte.

## Carieră
Sportivul a câstigat medalia de argint la Jocurile Olimpice de Tineret din 2004 la 400 m. La Campionatul Mondial de Juniori din 2015 a ocupat locul cinci. Anul următor a participat la Jocurile Olimpice. La Rio de Janiero s-a clasat atât la 400 cât și la ștafeta de 4x400 m pe locul cinci. La Campionatul Mondial de Ștafete din 2017 echipa din Botswana a cucerit medalia de argint.

## Realizări
| An   | Competiție                              | Locație                  | Loc | Eveniment     | Note    |
| ---- | --------------------------------------- | ------------------------ | --- | ------------- | ------- |
| 2014 | Jocurile Africane de Juniori            | Gaborone, Botswana       | 1   | 400 m         | 46,77   |
| 2014 | Campionatul Mondial de Juniori (sub 20) | Eugene, Statele Unite    | 22  | 400 m         | 48,30   |
| 2014 | Campionatul Mondial de Juniori (sub 20) | Eugene, Statele Unite    | 7   | 4×400 m       | 3:07,80 |
| 2014 | Jocurile Olimpice de Tineret            | Nanjing, China           | 2   | 400 m         | 46,76   |
| 2015 | Campionatul African de Juniori (sub 20) | Addis Ababa, Etiopia     | 1   | 400 m         | 46,33   |
| 2015 | Campionatul African de Juniori (sub 20) | Addis Ababa, Etiopia     | 1   | 4×400 m       | 3:11,00 |
| 2015 | Campionatul African de Juniori (sub 18) | Réduit, Mauritius        | 1   | 400 m         | 47,40   |
| 2015 | Campionatul African de Juniori (sub 18) | Réduit, Mauritius        | 2   | ștafetă mixtă | 1:54,10 |
| 2015 | Campionatul Mondial de Juniori (sub 18) | Cali, Columbia           | 5   | 400 m         | 46,03   |
| 2016 | Campionatul African                     | Durban, Africa de Sud    | 2   | 400 m         | 45,42   |
| 2016 | Campionatul African                     | Durban, Africa de Sud    | 1   | 4×400 m       | 3:02,20 |
| 2016 | Campionatul African de Juniori (sub 20) | Bydgoszcz, Polonia       | 3   | 400 m         | 45,45   |
| 2016 | Campionatul African de Juniori (sub 20) | Bydgoszcz, Polonia       | 2   | 4×400 m       | 3:02:81 |
| 2016 | Jocurile Olimpice                       | Rio de Janeiro, Brazilia | 5   | 400 m         | 44,25   |
| 2016 | Jocurile Olimpice                       | Rio de Janeiro, Brazilia | 5   | 4×400 m       | 2:59,06 |
| 2017 | Campionatul Mondial de Ștafete          | Nassau, Bahamas          | 2   | 4×400 m       | 3:02,28 |
| 2017 | Campionatul Mondial                     | Londra, Marea Britanie   | 46  | 400 m         | 47,44   |
| 2017 | Campionatul Mondial                     | Londra, Marea Britanie   | 14  | 4×400 m       | 3:06,50 |

## Recorduri personale
| Probă   | Performanță | Dată           | Locație        |
| ------- | ----------- | -------------- | -------------- |
| 400 m   | 44,25 s     | 14 august 2016 | Rio de Janeiro |
| 4x400 m | 2:59,06 min | 20 august 2016 | Rio de Janeiro |